# Richard Milton
Richard Milton, nasceu em Londres, Inglaterra, em 1943. É um conceituado jornalista britânico e arqueólogo amador. Engenheiro por formação; Milton publicou sobre temas de história popular, negócios e ciência alternativa e um (1) romance.

## Livros
The Facts of Life: Shattering the Myths of Darwinism é um ataque criacionista por parte de um acadêmico não religioso à biologia evolutiva, seguindo os argumentos da " ciência da criação ". Apresenta uma "coleção de anomalias científicas que supostamente apoiam as falácias do darwinismo", referenciando figuras como Rupert Sheldrake.
Em uma revisão na Third Way, Douglas Spanner, embora sugerindo que Milton deveria ser levado a sério pelo darwinismo ortodoxo, estava em dúvida sobre suas tentativas de contestar os métodos radiométricos tradicionais de estimar a idade da Terra, e disse que "em questões de importância biológica, estas datações estão interdependentes muitas das vezes".
Seu livro sobre controvérsias científicas foram recebidos de forma negativa diante do consenso favorável ao darwinismo. Para os evolucionistas e ateus, Milton é contraditório por se envolver em controvérsias, enquanto para seus apoiadores é um escritor que não tem medo de abordar assuntos desconfortáveis e ortodoxias que se tornaram dogmas. Milton é evitado no campo da evolução por ser um neolamarckiano que apoiou os experimentos de Paul Kammerer.
The Facts of Life foi recebido com intensas críticas de muitos críticos acadêmicos tradicionais. Revisando-o no New Statesman;  o polêmico e famoso biólogo evolucionista defensor do ateísmo de Oxford, Richard Dawkins, descreveu-o como "tolice que trai, em quase todas as páginas, completa e total ignorância do assunto em questão", caracterizando sua tese central como tão tola quanto "uma afirmação que os romanos nunca existiram e que a língua latina é uma astuta invenção vitoriana para manter os professores empregados".
As alegações de Milton foram apelidadas como pseudociência pelo professor de filosofia Robert Carroll. Milton apareceu em The Mysterious Origins of Man, um especial de televisão argumentando que a humanidade viveu na Terra por dezenas de milhões de anos, e que os cientistas selecionaram dados e suprimiram evidências de apoio.
As alegações de Milton sobre a idade da humanidade, devido meia vida curta do frágil DNA, também foram criticadas por imprecisão científica.
Revendo Forbidden Science: Supressed Research That Could Change Our Lives in New Scientist, Harry Collins foi geralmente positivo sobre grande parte do livro, mas criticou o fracasso de Milton em "traçar uma linha entre o que pode valer a pena e o que é simplesmente estúpido":

## Trabalhos

### Não-ficção
- The Facts of Life: Shattering the Myths of Darwinism. London: Corgi. 1993. ISBN 0-552-14121-6
  - published as Il Mystero Della Vita, Editoriale Armenia, 1993 (Italy)
  - published by Sinkosha Publishing, 1995 (Japan)
- Shattering the Myths of Darwinism. Rochester: Park Street Press. 2000. ISBN 978-0-89281-884-6
  - published as O Mythos tou Darwinismou 1996 (Greece), Park Street Press, 1997 (US Hardback, US Paperback)
  - published by Forepace Publishing, 1997 (Thailand)
- Forbidden Science. City: Trafalgar Square. 1996. ISBN 1-85702-302-1
  - published as Verbotene Wissenschaften, Zweitausendeins, 1996 (Germany)
  - published as Verbotene Wissenschaften, Kopp Verlag, 2014 (Germany)
- Alternative Science: Challenging the Myths of the Scientific Establishment. Rochester: Park Street Press. 1996. ISBN 0-89281-631-7
- Bad Company. London: House of Stratus Ltd. 2001. ISBN 0-7551-0151-0
- Best of Enemies. London: Icon. 2007. ISBN 978-1-84046-828-1

### Ficção
- Dead Secret. London: House of Stratus. 2000. ISBN 0-7551-0178-2